# Probopyrinella heardi
Probopyrinella heardi är en kräftdjursart som beskrevs av Adkison1984. Probopyrinella heardi ingår i släktet Probopyrinella och familjen Bopyridae.
Artens utbredningsområde är Mexikanska golfen. Inga underarter finns listade i Catalogue of Life.